# Assunta Legnante
Assunta Legnante (Napoli, 14 maggio 1978) è una pesista e discobola italiana, campionessa europea indoor del getto del peso a Birmingham 2007, primatista nazionale indoor con la misura di 19,20 m, nonché due volte campionessa paralimpica e detentrice del record mondiale di categoria con la misura di 17,32 m.

## Biografia
Originaria di Frattamaggiore (NA), ha studiato ragioneria. Cominciò a lanciare il peso da giovane su uno spiazzo dietro al cimitero, dove per allenarsi aveva disegnato il cerchio della pedana con il gesso.
In carriera ha vinto la medaglia d'argento ai Campionati europei di atletica leggera indoor 2002 e il titolo europeo ai Campionati europei indoor di Birmingham nel 2007. Nel 2006 si è posizionata al quinto posto ai Campionati europei di Göteborg.
Soprannominata "cannoncino" per la potenza delle braccia, è alta 189 cm per un peso di 122 kg.
Il suo miglior lancio all'aperto lo ha effettuato il 24 settembre 2006 alla Finale Oro dei Campionati italiani di società tenutasi a Busto Arsizio, ed è stato di 19,04 metri. Il suo miglior risultato indoor l'ha ottenuto nel febbraio del 2002 a Genova ed è stato di 19,20 metri, record italiano.
È stata capitana della nazionale italiana ai Mondiali di Osaka 2007, non riuscendo però a raggiungere la finale per uno scarto di 1 cm.
Nel 2004 è al centro di una controversa vicenda: nonostante avesse ottenuto il diritto di partecipare ai Giochi olimpici di Atene 2004, il CONI le preclude questa opportunità motivando la scelta con una "non idoneità fisica" per un innalzamento della pressione intraoculare.
Alle Olimpiadi di Pechino 2008 è stata eliminata nelle qualificazioni vista la sua diciannovesima posizione con 17,76 m. A causa di questo risultato poco positivo l'atleta aveva pensato a un ritiro.
Nel 2009 torna a superare i 18 m che la proiettano verso i Campionati europei indoor a Torino. Il ritiro è quindi rinviato, come affermato nel suo stesso blog, in seguito al ritorno ad Ascoli Piceno dove si allena con l'ex-ct della nazionale Nicola Silvaggi.
Lo stesso anno riesce a conquistare la medaglia d'argento ai Giochi del Mediterraneo di Pescara.
Con il termine della stagione 2009 decide di concludere definitivamente la sua carriera a causa dall'aggravarsi dei problemi visivi (principalmente un glaucoma congenito presente fin dalla nascita) che già tempo prima le avevano fatto rischiare l'inidoneità.
Nel 2018 è tornata a gareggiare tra i normodotati tesserandosi con la società ACSI Italia Atletica. Il 26 maggio a Rieti, in occasione della seconda fase regionale dei campionati di società, prima gara dal rientro in FIDAL, Assunta Legnante ha vinto con la misura di 16,05 m. A Modena, il 23 giugno, nella finale nazionale oro dei campionati di società, ha vinto la gara lanciando a 16,15 m.
Tra le due gare, il 9 di giugno, a Nembro (BG), ai campionati italiani paralimpici, la Legnante ha realizzato la misura vincente di 16,67 m, che le ha garantito il minimo di accesso (EA) per i campionati europei di Berlino, del quale, però, dopo essersi consultata con il presidente della FIDAL, Alfio Giomi, ha deciso di non usufruire, perché ancora non soddisfatta della misura realizzata. Il 28 luglio, ad Ascoli Piceno, nella XXIX edizione del Meeting Città di Ascoli, è tornata nuovamente sopra i 17 metri, lanciando per l'esattezza a 17,08 m. 

### La carriera paralimpica
Il 10 maggio 2012, in un'intervista, annuncia la sua volontà di raggiungere il minimo richiesto come misura per la partecipazione alle Paralimpiadi di Londra 2012, sia nel getto del peso che nel lancio del giavellotto.
L'11 maggio 2012, ai campionati italiani assoluti paralimpici di atletica leggera, batte il record del mondo nel getto del peso (categoria F 11-12) abbattendo il precedente di 11,84 metri per ben due volte, con due lanci di 13,24 e 13,27 metri, e si qualifica per le Paralimpiadi di Londra 2012.
L'8 giugno, durante il Memorial Primo Nebiolo a Torino, migliora il suo record per tre volte fino a 15,22 metri (record non omologato). Il record viene poi migliorato (15,89 metri) ad Ascoli Piceno a fine luglio.
Alle Paralimpiadi di Londra 2012 si classifica all'8º posto nel lancio del disco con la misura di 30,81 metri, specialità in cui detiene il record europeo, e vince l'oro nel getto del peso, stabilendo il primato mondiale con 16,74 m.
Nel 2013 partecipa ai campionati del mondo di atletica leggera paralimpica conquistando la medaglia d'oro nel getto del peso F11 con il nuovo record del mondo di 16,79 m. Si è anche piazzata 4ª nel lancio del disco F11-12 grazie a un lancio pari a 33,60 m. A settembre vince la finale oro del campionato di società con l'Enterprise Sport and Services lanciando a poco più di 16 metri.
Nel 2014 la stagione inizia con un 16,64 m ottenuto ai campionati italiani paralimpici. Successivamente lancia prima a 16,79 m in una gara paralimpica regionale a Macerata (dove ottiene anche il suo personale nel disco paralimpico, 35,48 m) e poi 16,45 m sulla pedana di Grosseto. Il 20 giugno al meeting di Conegliano, gara Fidal, supera per la prima volta dopo 5 anni i 17 metri ottenendo un 17,09, misura che la mette intorno alla cinquantesima posizione mondiale tra le normodotate.
Passano pochi giorni e il 18 giugno, a Napoli, durante i campionati regionali campani, lancia fino a 17,39 metri, risultato però non omologato dalla federazione paralimpica. Il 6 luglio, al Meeting Città di Padova, riesce a migliorare ulteriormente il suo record mondiale paralimpico portandolo a 17,32 metri.
Alle paralimpiadi di Rio de Janeiro 2016 bissa l'oro nel getto del peso e si piazza quarta nel lancio del disco. 
Il 26 agosto 2018, agli europei paralimpici di Berlino, conquista la medaglia d'oro nel getto del peso femminile F12, con 15,85 m, distaccando l'ucraina Ilchyna, seconda con 12,68 m, e la bielorussa Sivakova, terza con 11,31 m.
Nel 2019 ai campionati del mondo di atletica leggera paralimpica di Dubai conquista la medaglia d'oro nel getto del peso e nel lancio del disco, registrando, in quest'ultima gara, anche il nuovo record europeo di categoria F11 con la misura di 37,89 m.
Il 1º ottobre 2020, mentre si stava allenando a Civitanova Marche, ha subito un grave infortunio al tendine d’Achille sinistro.
Alle Paralimpiadi di Tokyo, svoltesi nel 2021, ha ottenuto due medaglie d'argento, una nel getto del peso e l'altra nel lancio del disco. Tre anni dopo, alle Paralimpiadi di Parigi, sale nuovamente sul secondo gradino del podio nel lancio del disco e vince la medaglia d’oro (la sua terza a livello paralimpico) nel getto del peso.

## Record nazionali
- Getto del peso indoor: 19,20 m ( Genova, 16 febbraio 2002)
- Getto del peso paralimpico F11-12: 17,32 m ( Padova, 6 luglio 2014)
- Lancio del disco paralimpico F11: 40,25 m ( Tokyo, 31 agosto 2021)
- Lancio del giavellotto paralimpico F11: 33,35 m ( Terni, 10 giugno 2012)

## Palmarès
| Anno | Manifestazione          | Sede        | Evento         | Risultato | Prestazione | Note                          |
| ---- | ----------------------- | ----------- | -------------- | --------- | ----------- | ----------------------------- |
| 1997 | Europei U20             | Lubiana     | Getto del peso | Bronzo    | 16,18 m     |                               |
| 1999 | Europei U23             | Göteborg    | Getto del peso | Bronzo    | 16,53 m     |                               |
| 2001 | Universiadi             | Pechino     | Getto del peso | 11ª       | 16,16 m     |                               |
| 2001 | Giochi del Mediterraneo | Tunisi      | Getto del peso | Oro       | 17,23 m     |                               |
| 2002 | Europei indoor          | Vienna      | Getto del peso | Argento   | 18,60 m     |                               |
| 2002 | Europei                 | Monaco      | Getto del peso | 8ª        | 18,23 m     | Miglior prestazione personale |
| 2003 | Mondiali indoor         | Birmingham  | Getto del peso | 8ª        | 18,20 m     |                               |
| 2003 | Mondiali                | Saint-Denis | Getto del peso | 8ª        | 18,28 m     |                               |
| 2004 | Mondiali indoor         | Budapest    | Getto del peso | 12ª (q)   | 18,15 m     |                               |
| 2005 | Europei indoor          | Madrid      | Getto del peso | 6ª        | 17,76 m     |                               |
| 2005 | Mondiali                | Helsinki    | Getto del peso | 10ª       | 16,99 m     |                               |
| 2005 | Universiadi             | Smirne      | Getto del peso | 4ª        | 17,31 m     |                               |
| 2006 | Europei                 | Göteborg    | Getto del peso | 4ª        | 18,83 m     |                               |
| 2007 | Europei indoor          | Birmingham  | Getto del peso | Oro       | 18,92 m     |                               |
| 2007 | Mondiali                | Osaka       | Getto del peso | 13ª (q)   | 18,19 m     |                               |
| 2008 | Mondiali indoor         | Valencia    | Getto del peso | 10ª (q)   | 18,24 m     |                               |
| 2008 | Giochi olimpici         | Pechino     | Getto del peso | 19ª (q)   | 17,76 m     |                               |
| 2009 | Europei indoor          | Torino      | Getto del peso | 5ª        | 18,05 m     |                               |
| 2009 | Giochi del Mediterraneo | Pescara     | Getto del peso | Argento   | 17,44 m     |                               |

### Atletica paralimpica
| Anno | Manifestazione       | Sede           | Evento                  | Risultato | Prestazione | Note                                     |
| ---- | -------------------- | -------------- | ----------------------- | --------- | ----------- | ---------------------------------------- |
| 2012 | Giochi paralimpici   | Londra         | Getto del peso F11-12   | Oro       | 16,74 m     | Record mondiale                          |
| 2012 | Giochi paralimpici   | Londra         | Lancio del disco F11-12 | 8ª        | 30,81 m     |                                          |
| 2013 | Mondiali paralimpici | Lione          | Getto del peso F11-12   | Oro       | 16,79 m     | Record mondiale                          |
| 2013 | Mondiali paralimpici | Lione          | Lancio del disco F11-12 | 4ª        | 33,60 m     |                                          |
| 2014 | Europei paralimpici  | Swansea        | Getto del peso F11-12   | Oro       | 16,84 m     |                                          |
| 2014 | Europei paralimpici  | Swansea        | Lancio del disco F11-12 | Oro       | 29,91 m     |                                          |
| 2015 | Mondiali paralimpici | Doha           | Getto del peso F11-12   | Oro       | 14,02 m     |                                          |
| 2016 | Giochi paralimpici   | Rio de Janeiro | Getto del peso F11-12   | Oro       | 15,74 m     |                                          |
| 2016 | Giochi paralimpici   | Rio de Janeiro | Lancio del disco F11    | 4ª        | 31,51 m     |                                          |
| 2017 | Mondiali paralimpici | Londra         | Getto del peso F11      | Oro       | 15,82 m     |                                          |
| 2018 | Europei paralimpici  | Berlino        | Getto del peso F12      | Oro       | 15,85 m     |                                          |
| 2019 | Mondiali paralimpici | Dubai          | Getto del peso F12      | Oro       | 15,83 m     | Miglior prestazione personale stagionale |
| 2019 | Mondiali paralimpici | Dubai          | Lancio del disco F11    | Oro       | 37,89 m     | Record europeo                           |
| 2021 | Giochi paralimpici   | Tokyo          | Getto del peso F12      | Argento   | 14,62 m     |                                          |
| 2021 | Giochi paralimpici   | Tokyo          | Lancio del disco F11    | Argento   | 40,25 m     | Record europeo                           |
| 2023 | Mondiali paralimpici | Parigi         | Getto del peso F12      | Oro       | 15,55 m     |                                          |
| 2023 | Mondiali paralimpici | Parigi         | Lancio del disco F11    | Bronzo    | 36,52 m     |                                          |
| 2024 | Giochi paralimpici   | Parigi         | Getto del peso F12      | Oro       | 14,54 m     |                                          |
| 2024 | Giochi paralimpici   | Parigi         | Lancio del disco F11    | Argento   | 38,01 m     | Miglior prestazione personale stagionale |